# 킬 스크린
킬 스크린은 미국의 비디오 게임 메거진이자, 웹진이다.

## 상세
Wallstreet 저널의 문화 리포터였던 사람들로 구성되어 창립되었다. Kickstarter로 펀딩을 받아 2009년에 세워졌으며, 25살에서 34살 정도의 돈 많고, 문화적으로 엘리트인 남성들을 위하여 만들어졌다.